# Glaresis clypeata
Glaresis clypeata är en skalbaggsart som beskrevs av Van Dyke 1928. Glaresis clypeata ingår i släktet Glaresis och familjen Glaresidae. Inga underarter finns listade i Catalogue of Life.